# Greatest Hits (Queen)
Greatest Hits è una raccolta del gruppo musicale britannico Queen, pubblicata nel 1981.
È il disco più venduto di sempre nella storia del Regno Unito, con oltre 7 milioni di copie vendute; è anche il disco dei Queen più venduto nella storia.

## Descrizione
Greatest Hits è la prima raccolta dei Queen e comprende brani pubblicati dal 1974 al 1981, anno di pubblicazione del disco. Negli Stati Uniti fu pubblicata con una lista tracce diversa - per ordine e numero dei brani - da quella inglese (17 nella versione venduta in Gran Bretagna e resto d'Europa e 14 tracce in quella venduta negli USA).
Nel 2004 è stato commercializzato negli USA il Greatest Hits: We Will Rock You Edition, con tre tracce in più della raccolta del 1981.
In Gran Bretagna ha vinto 21 dischi di platino e ha venduto più di 6 milioni di copie, sui circa 30 milioni di tutto il mondo; è stato al primo posto per 4 settimane nel 1981, ed è rimasto per oltre 900 settimane nelle prime 100 posizioni in classifica. Nel febbraio 2014 è divenuto il disco dei Queen più venduto di tutti i tempi, risultando presente in almeno una famiglia su quattro in Gran Bretagna.
Nei Paesi Bassi, è stato al primo posto per due settimane nel 1981 e per 78 settimane in classifica. La EMI sostiene che ha venduto, tra il 1994 e il 2003, 155.000 copie. In Italia sono 800.000 le copie vendute fino al 1998.
In Germania, è stato al primo posto per due settimane nel 1981 e per 102 settimane in classifica. Ha ricevuto tre Dischi di Platino nel 1993 e sono state vendute più di 1.500.000 copie. Negli Stati Uniti ha vinto 10 dischi di platino fino al 2006 per una vendita di 10 milioni di copie (includendo la nuova pubblicazione del 1992). In Australia, è stato al secondo posto in classifica nel 1981 e fino al 2007 ha vinto 15 dischi di platino, per una vendita superiore al milione di copie. Anche in Corea è uno dei dischi stranieri più venduti di sempre, con più di 530.000 copie vendute.
In occasione dell'uscita dell'album The Cosmos Rocks, e in concomitanza con il lancio del singolo C-lebrity, l'album è rientrato nelle UK Charts in 51ª posizione nella settimana 38 del 2008 a distanza di 27 anni dall'uscita. Nella settimana 39 l'album ha raggiunto la posizione 31.
L'album è stato ripubblicato in versione CD e audiocassetta per il 50º anniversario della band e per il 40º anno della pubblicazione dello stesso.

## Tracce

### UK 1981Greatest Hits
1. Bohemian Rhapsody - 5:58 - (Mercury)
2. Another One Bites the Dust - 3:36 - (Deacon)
3. Killer Queen - 3:02 - (Mercury)
4. Fat Bottomed Girls (Single Version) - 3:24 - (May)
5. Bicycle Race - 3:03 - (Mercury)
6. You're My Best Friend - 2:52 - (Deacon)
7. Don't Stop Me Now - 3:31 - (Mercury)
8. Save Me - 3:48 - (May)
9. Crazy Little Thing Called Love - 2:43 - (Mercury)
10. Somebody to Love - 4:57 - (Mercury)
11. Now I'm Here - 4:15 - (May)
12. Good Old-Fashioned Lover Boy - 2:55 - (Mercury)
13. Play the Game - 3:33 - (Mercury)
14. Flash (Single Version) - 2:48 - (May)
15. Seven Seas of Rhye - 2:50 - (Mercury)
16. We Will Rock You - 2:02 - (May)
17. We Are the Champions - 3:01 - (Mercury)

Tracce bonus nella We Will Rock You Edition del 2004
1. I'm in Love with My Car - (Taylor)
2. Under Pressure (Live at the Bowl)  - (Queen, Bowie)
3. Tie Your Mother Down (Live at the Bowl) - (May)

### US 1981 ElektraGreatest Hits
1. Another One Bites The Dust
2. Bohemian Rhapsody
3. Crazy Little Thing Called Love
4. Killer Queen
5. Fat Bottomed Girls (Single Version)
6. Bicycle Race
7. Under Pressure
8. We Will Rock You
9. We Are The Champions
10. Flash (Single Version)
11. Somebody To Love
12. You're My Best Friend
13. Keep Yourself Alive
14. Play the Game

### US 1992 Hollywood RecordsGreatest Hits
1. We Will Rock You
2. We Are The Champions
3. Another One Bites The Dust
4. Killer Queen
5. Somebody To Love
6. Fat Bottomed Girls (Single Version)
7. Bicycle Race
8. You're My Best Friend
9. Crazy Little Thing Called Love
10. Now I'm Here
11. Play The Game
12. Seven Seas Of Rhye
13. Body Language
14. Save Me
15. Don't Stop Me Now
16. Good-Old Fashioned Lover Boy
17. I Want To Break Free (Single Remix)

## Classifiche

### Classifiche di fine anno
| Classifica (2024) | Posizione |
| ----------------- | --------- |
| Portogallo        | 108       |